# اندری پوکلادوک
اندری پوکلادوک (اوکراینی: Андрій Ярославович Покладок؛ زادهٔ ۲۱ ژوئن ۱۹۷۱) بازیکن فوتبال اهل اوکراین است.
از باشگاه‌هایی که در آن بازی کرده‌است می‌توان به باشگاه فوتبال اسپارتاک ایوانو-فرانکیفسک، باشگاه فوتبال متالورگ دونتسک، و باشگاه فوتبال کارپاتی لویو اشاره کرد.